# Yukiharu Miki
Pour les articles homonymes, voir Miki.
Yukiharu Miki (三木 行治, Miki Yukiharu), né le 1er mai 1903 et mort le 21 septembre 1964, est un médecin et homme politique japonais. Il sert comme gouverneur de la préfecture d'Okayama du 3 mai 1951 jusqu'à sa mort le 21 septembre 1964. Durant son mandat de gouverneur, la préfecture bénéficie d'une considérable modernisation et devient un important district industriel.
En 1964 Yukiharu Miki reçoit le prix Ramon Magsaysay dans la catégorie « service gouvernemental ».